# Arlete Salles
Arlete Sales Lopes (Paudalho, 17 de junho de 1938) é uma atriz brasileira. Muito conhecida por se destacar entre os pioneiros da teledramaturgia nacional, iniciou sua prolífica carreira ainda na década de 1950, tornando-se, ao longo dos anos, consagrada em sua profissão. Salles é ganhadora de vários prêmios, com destaque para um Grande Otelo, um APCA e dois Prêmios Qualidade Brasil, além de ter sido laureada com o prestigiado Troféu Mário Lago por sua contribuição artística.
Nascida em Pernambuco, Salles iniciou sua vida profissional como radialista em rádio até ingressar na Companhia Barreto Júnior, tendo sua estreia artística na peça A Cegonha se Diverte (1959). Iniciou sua carreira na teledramaturgia em participações nos teleteatros da TV Tupi. Sua estreia em telenovelas ocorrera em Sangue e Areia (1968), da TV Globo, como Mercedes. Ao longo de sua carreira quase sete décadas, Salles atuou em mais de 40 novelas e 20 séries e minisséries, consolidando-se como uma das atrizes brasileiras mais renomadas e ativas.
Tornou-se conhecida do grande público por seus tipos exagerados e marcantes em cena, como em Selva de Pedra (1972), A Sucessora (1978), Tieta (1989), Lua Cheia de Amor (1990), Pedra Sobre Pedra (1992), Fera Ferida (1993) e Salsa e Merengue (1996), pela qual recebeu o tradicional Troféu APCA de Melhor Atriz de Televisão. Ainda destacou-se como a simplória Tonha da Pamonha de Meu Bem Querer (1998) e, em 2001, foi uma das antagonistas de Porto dos Milagres, no papel da cômica Augusta Eugênia, que lhe rendeu dois Prêmios Qualidade Brasil de melhor atriz. Esteve em evidência ainda em Sabor da Paixão (2002) e A Lua Me Disse (2005), mas ganhou grande repercussão no seriado cômico Toma Lá, Dá Cá (2007-09) como a inesquecível Copélia, personagem de apelo popular.
Nos palcos, protagonizou peças de teatro de sucesso da crítica e público, como A Partilha (1990), A Vida Passa (2001) e Acorda Brasil (2005), pela qual foi nomeada ao Prêmio Qualidade Brasil. No cinema, recebeu o Grande Otelo por sua elogiada performance no drama Tia Virgínia (2023) e destacou-se em comédias, como Polaróides Urbanas (2008) e Amigas de Sorte (2021). Nos anos recentes, Salles teve notáveis atuações em Fina Estampa (2011), Babilônia (2015), Além da Ilusão (2022) e Família É Tudo (2024), que marcou sua estreia como protagonista de uma telenovela aos 85 anos de idade.

## Primeiros anos

### Juventude e primeiros trabalhos
Arlete Sales Lopes nasceu em Paudalho, Pernambuco, Brasil, em 17 de junho de 1938. Ela é filha de Lourenço Lopes da Silva, um sanfoneiro, e Severina Salles Torres, uma enfermeira. Durante sua infância, mudou-se para Recife, a capital de Pernambuco. Na adolescência, começou a trabalhar como instrumentadora em um consultório odontológico para ajudar financeiramente sua família. Nos momentos livres, Arlete gostava de ouvir radionovelas e sonhava em atuar profissionalmente. Aos quinze anos, soube que a Rádio Jornal do Comércio, em Recife, estava procurando por novos talentos e resolveu fazer um teste. Embora não tenha sido selecionada como atriz devido à falta de experiência, sua voz grave chamou atenção e ela conseguiu um emprego como locutora. Mesmo assim, conseguiu participar de algumas novelas, embora admita que nunca teve a voz típica de uma jovem apaixonada e nunca viveu uma grande história de amor.

## Carreira

### 1957—67: Começo da carreira e estreia nos teleteatros
Arlete iniciou sua trajetória profissional em 1957, aos quinze anos de idade, atuando como locutora na Rádio Jornal do Commercio em Recife. Após seu casamento com o ator Lúcio Mauro em 1958, ela se juntou à Companhia Barreto Júnior, estreando profissionalmente na comédia A Cegonha se Diverte, sob a direção de Graça Mello. Por essa atuação, foi honrada com o prêmio de melhor atriz revelação.
No ano de 1960, Arlete integrou os Diários Associados, trabalhando tanto na Rádio Tamandaré quanto na TV Rádio Clube de Pernambuco. Também em 1960, com a inauguração da filial da TV Tupi em Recife, ela passou a atuar nos teleteatros da emissora, alcançando sucesso em suas participações. Em seguida, mudou-se para o Rio de Janeiro com seu marido, Lúcio Mauro, e o amigo José Santa Cruz, sendo contratada como parte do elenco fixo da TV Tupi na cidade carioca. Lá, participou de diversas produções da emissora.
Em 1963, fez sua estreia no cinema com o filme Terra sem Deus, dirigido por José Carlos Burle, desempenhando um papel especial como amante de um coronel. Entre 1964 e 1966, teve participações frequentes no Grande Teatro Tupi, interpretando uma variedade de personagens. Contudo, foi desligada da TV Tupi quando a rede de emissoras associadas enfrentou dificuldades financeiras. Posteriormente, Arlete coapresentou com Lúcio o programa humorístico I Love Lúcio na Rede Bandeirantes.

### 1968—76: Consolidação da carreira como atriz de telenovelas
Em 1968, Arlete foi contratada pela TV Globo, consagrando-se como uma das mais destacadas atrizes brasileiras devido aos seus papéis memoráveis nas produções da emissora. Ela ganhou reconhecimento nacional, especialmente por suas interpretações cômicas e extravagantes. No entanto, sua carreira é marcada pela versatilidade, recebendo aclamação tanto em comédias quanto em dramas. Sua estreia na TV Globo ocorreu na telenovela Sangue e Areia (1968), escrita por Janete Clair. Curiosamente, sua personagem era mãe de Myriam Pérsia, apesar de ambas terem a mesma idade na época, 22 anos. Para o papel, Arlete precisou utilizar maquiagem pesada para aparentar uma idade mais avançada.
Em janeiro de 1969, fez uma participação especial – como Gladys – no último capítulo da novela A Gata de Vison. Contudo, seu primeiro papel de destaque na emissora foi em A Ponte dos Suspiros (1969), escrita por Dias Gomes sob o pseudônimo de Stella Calderón. Nesta produção, interpretou a rainha Impéria, a antagonista da trama ambientada em Veneza no ano de 1500 e protagonizada por Yoná Magalhães e Carlos Alberto.
Em Verão Vermelho (1970), novela de Dias Gomes exibida no horário das dez, Arlete desempenhou o papel de Selma. Esta foi a primeira produção da teledramaturgia a ser ambientada em Salvador e a retratar os costumes da cultura baiana. Mais uma vez, sua personagem era a vilã da história, que não aceitava o fim do noivado com Carlos (interpretado por Jardel Filho) e fazia de tudo para complicar a vida da protagonista Adriana (Dina Sfat). Posteriormente, integrou o elenco da novela Assim na Terra como no Céu, que substituiu Verão Vermelho na programação, interpretando Jurema.
Em O Homem Que Deve Morrer, escrita por Janete Clair em 1971, Arlete interpretou Lia. Esta trama, que mesclava drama e fantasia, começava com um flashback de 31 anos, retratando eventos sobrenaturais na fictícia cidade de Porto Azul, em Santa Catarina. A história envolvia uma luz misteriosa que diversos habitantes da cidade, incluindo a personagem de Arlete quando criança, sonhavam.
No ano seguinte, em 1972, Arlete ganhou destaque ao interpretar a interesseira Laura Vilhena na novela Selva de Pedra, também escrita por Janete Clair. Esta produção alcançou uma audiência recorde, atingindo a marca de 100% dos televisores equipados com aparelhos de medição de audiência ligados à novela. Laura Vilhena era uma personagem cômica que constantemente se casava com homens mais velhos e ricos em busca de uma vida melhor, mas no desfecho da trama, ela acaba se casando com seu motorista, papel desempenhado por Kadu Moliterno.
Em 1973, Arlete interpretou Lenita em Cavalo de Aço, novela de Walther Negrão que enfrentou diversos vetos da Censura Federal durante sua exibição. Lenita era a personagem que sustentava o mistério central da trama, marcada por temas de vingança. O protagonista, Rodrigo, interpretado por Tarcísio Meira, retorna à sua cidade natal para vingar a morte de seus pais e confrontar o poderoso Maximiliano, interpretado por Ziembinski. Embora a culpa inicialmente recaia sobre Rodrigo, é revelado no final que a verdadeira criminosa é Lenita, motivada pelo tratamento cruel que Maximiliano dispensava à sua família.
Em 1974, Arlete integrou o elenco da novela O Rebu, interpretando Lídia. No ano de 1975, retornou com outra personagem marcante em Bravo!, também escrita por Janete Clair e exibida no horário das 19h. Em Bravo!, ela interpretou Myriam Serpa, uma mulher engraçada obcecada por riqueza. Nesse mesmo ano, participou do filme A Extorsão, dirigido por Flávio Tambellini. Em 1976, fez uma participação especial como Maria Helena na novela O Casarão, de Lauro César Muniz, e em seguida, foi escalada para a produção que a substituiu, Duas Vidas, outra colaboração com a autora Janete Clair. Em Duas Vidas, Arlete interpretou Gilda, uma mulher interesseira e oportunista.

### 1977—86: Prosseguimento e novos rumos da carreira
Em 1977, Arlete foi selecionada para um dos papéis centrais da novela Sem Lenço, Sem Documento, escrita por Mário Prata, que abordava as relações entre empregadas domésticas e suas empregadoras. Integrando o núcleo do quarteto de irmãs pernambucanas que migraram para o Rio de Janeiro em busca de trabalho como domésticas, ela contracenou ao lado de Isabel Ribeiro, Ilva Niño e Ana Braga. Na trama, Arlete interpretou Dorzinha, uma mulher ingênua e sonhadora apaixonada por fotonovelas, que aspirava viver um romance tão intenso quanto o de sua personagem favorita ao lado de seu namorado, Juvenal (Luiz Orioni).
No ano seguinte, em A Sucessora (1978), escrita por Manoel Carlos, Arlete desempenhou o papel de Germana Steen. A atriz destacou que esta novela representou um marco na história da teledramaturgia brasileira. Ela teve a oportunidade de atuar novamente ao lado de Kadu Moliterno, que interpretava seu marido na trama. Em uma entrevista ao Memória Globo, Arlete descreveu sua personagem como uma mulher madura que mantinha um relacionamento com um marido mais jovem, a quem exercia controle de forma tirânica. Para concluir a década de 1970, Arlete participou da segunda versão de Cabocla (1979), interpretando a dançarina espanhola Pepa.
No início da década de 1980, Arlete participou da novela Água Viva, escrita por Gilberto Braga e exibida no horário nobre. Nesta produção, interpretou Celeste Lima, esposa de Sérgio, papel desempenhado por Milton Moraes. Em 1981, Arlete colaborou novamente com Manoel Carlos na novela Baila Comigo, onde deu vida a Dolores Moreira. Sua personagem enfrentava altos e baixos emocionais após ser abandonada pelo noivo. No mesmo ano, foi convidada para uma participação especial na novela Jogo da Vida, escrita por Janete Clair, interpretando Isaura, amiga do protagonista Seu Vieira, papel de Gianfrancesco Guarnieri.
Em 1983, retornou à televisão na novela Louco Amor, novamente escrita por Gilberto Braga. Nesta trama, Arlete interpretou Isadora, uma mulher trabalhadora que sustentava sua casa como costureira. Contudo, carregava a mágoa de seu marido, o fotógrafo Alfredo, interpretado por Fernando Torres, por ele não lhe proporcionar uma boa vida e por seu envolvimento com o alcoolismo. Em Amor com Amor Se Paga (1984), Arlete interpretou Silvia, uma mulher moderna que integra o núcleo da determinada Grace, papel desempenhado por Yoná Magalhães.
Em 1986, participou da minissérie Memórias de um Gigolô, na qual interpretou Ester. Após o término desta minissérie, Arlete optou por não renovar seu contrato com a TV Globo. Na época, ela estava em cartaz no teatro com a peça Felisberto Café. No mesmo ano, foi contratada pela TV Manchete para atuar na novela Dona Beija, interpretando Genoveva. Neste período, a emissora buscava consolidar sua presença no mercado de teledramaturgia e contratou o diretor Herval Rossano para comandar a novela. Foi sob sua direção que Arlete e outros atores consagrados da Globo, como Maitê Proença no papel-título, foram integrados ao elenco da produção.

### 1987—99: Retorno à TV Globo e consagração
Após o término de Dona Beija, Arlete encerrou sua breve passagem pela TV Manchete e reassumiu seu contrato com a TV Globo. Entre março e outubro de 1987, participou da novela O Outro, escrita por Aguinaldo Silva, no papel da governanta Vilma. Na trama, Vilma é retratada como uma mulher que nutre uma paixão duradoura pelo patrão Paulo Della Santa, interpretado por Francisco Cuoco. Ela o serve com devoção e resignação, reconhecendo seu papel de criada. À medida que a história se desenrola, é revelado que Vilma teve uma filha com ele. Arlete voltou a trabalhar com Aguinaldo Silva em Tieta (1989), uma novela de grande impacto protagonizada por Betty Faria no papel-título. Nesta produção, interpretou Carmosina, uma solteirona inquieta. A atriz considera este seu melhor trabalho na televisão, pois, conforme suas próprias palavras, havia muitas semelhanças entre ela e a personagem, já que conheceu várias mulheres como Carmosina durante sua residência em Recife.
Em 1990, retornou às novelas em Lua Cheia de Amor, interpretando Kika Jordão. Nesta trama, Kika é uma mulher de origem humilde que se encanta com a riqueza após melhorar sua condição de vida. No mesmo ano, Arlete estreou na peça teatral A Partilha, escrita por Miguel Falabella, no papel de Maria Lúcia. No espetáculo, atuou ao lado de Natália do Valle, Susana Vieira e Thereza Pfeifer, formando um quarteto de irmãs. A peça foi um grande sucesso, tanto de público quanto de crítica, permanecendo em cartaz por vários anos e sendo apresentada em 12 países diferentes.
Dois anos mais tarde, Arlete iniciou uma colaboração com Aguinaldo Silva em duas produções de destaque, ambas exibidas no horário nobre da TV Globo. Em 1992, ela interpretou Umbelina Queiroz em Pedra sobre Pedra. A personagem, mais conhecida como Francisquinha, é casada com o delegado da cidade fictícia onde se passa a novela, Queiroz, papel de Nelson Xavier. No entanto, ela assume as funções dele devido à sua doença. No ano seguinte, em 1993, Arlete integrou o elenco de Fera Ferida, interpretando Margarida. Sua personagem é uma mulher humilde que trabalha como costureira para sustentar suas duas filhas, Zigfrida (Deborah Evelyn) e Isoldinha (Anna de Aguiar). Ela é a única na cidade que conhece o mistério sobre a origem de Flamel (Edson Celulari), seu sobrinho, que intriga toda a população. Assim como Tieta, essas duas produções fazem parte do universo criado por Aguinaldo Silva, caracterizado por um estilo de realismo fantástico ambientado em cidades do interior fictícias.
Em 1995, Arlete participou da minissérie Engraçadinha: Seus Amores e Seus Pecados e da novela "Cara & Coroa", onde interpretou Cacilda e formou par romântico com Hugo Carvana. Em 1996, Arlete destacou-se como uma das protagonistas da novela Salsa e Merengue. Seu personagem, a matriarca Anabel, foi criado especialmente pelos autores Miguel Falabella e Maria Carmem Barbosa para a atriz. Na trama, Anabel é viúva de um cubano e dedica-se a organizar festas com seus filhos: Remédios (Bia Nunnes), Antônio (Alexandre Barillari), Amparo (Thaís de Campos) e Assunção (Gabriela Alves). A atuação de Arlete nesta novela foi aclamada pela crítica, e ela foi honrada com o prestigiado Prêmio APCA de Melhor Atriz em Televisão.
Em 1998, Arlete foi convidada a integrar o elenco da minissérie Hilda Furacão, uma das produções mais comentadas e já considerada um clássico da televisão brasileira. Nesta trama, protagonizada por Ana Paula Arósio, Arlete interpreta uma cartomante que traz revelações capazes de transformar a vida da protagonista, Madame Janete. Também em 1998, Arlete participou da novela Meu Bem Querer, escrita por Ricardo Linhares, interpretando a autêntica Tonha da Pamonha. Além disso, fez uma participação especial no episódio "Baixaria na Alta Costura" do seriado Sai de Baixo, no papel de Gigi Marcondes.
Encerrando a década de 1990, Arlete protagonizou o episódio "Madame Sussu" do seriado Você Decide, interpretando a personagem-título. Além disso, fez uma participação especial em um capítulo da novela Terra Nostra, atuando como Irmã Tereza.

### 2000—09: Versatilidade de personagens e destaque como "Copélia"
No início do novo milênio, em 2000, foi vista em mais dois episódios de Você Decide: "A Viagem" e "Ídolos de Barro". Ainda foi convidada para mais uma participação especial no programa Sai de Baixo, dessa vez no episódio "Vestida Pra Rebolar" como Margot Fontana. Salles recebeu aclamação por sua performance da grande vilã Augusta Eugênia na novela Porto dos Milagres (2001), de Aguinaldo Silva e Ricardo Linhares. Na trama, que se passa na fictícia cidade de Porto dos Milagres, Augusta é considerada a grande dama local, a qual vive sob essa tradição para se manter no poder. Sua personagem ganhou muita repercussão entre o público por seu tom cômico e vilanesco. Tornou-se um dos papéis mais marcantes de Arlete e ela foi premiada duplamente no Prêmio Qualidade Brasil como melhor atriz de televisão, nas edições de São Paulo e Rio de Janeiro, além de ter sido indicada ao Prêmio Contigo! de TV de melhor atriz cômica.
Ainda em 2001, voltou ao teatro novamente no papel de Maria Lúcia – o qual havia interpretado em A Partilha –, na peça A Vida Passa, de Miguel Falabella, uma continuação da primeira peça que mostra os rumos que cada uma das quatro irmãs tomou após os eventos de A Partilha. O espetáculo também trouxe Natália do Valle, Susana Vieira e Thereza Pfeifer reprisando seus respectivos papéis. Em 2002, voltou ao posto de vilã em Sabor da Paixão, de Ana Maria Moretzohn e Denise Sarraceni, como Zenilda Paixão. Nos anos seguinte, limitou sua atuação na televisão a pequenas participações em seriados, como Sítio do Picapau Amarelo (2003), A Diarista (2004) e Sob Nova Direção (2004). Regressou às novelas em 2005, após três anos afastada, para uma participação especial em América, de Glória Perez.
Em 2005, foi escalada para o papel de Ademilde em A Lua me Disse, segunda parceria de Miguel Falabella e Maria Carmem Barbosa em telenovelas. Inicialmente, sua personagem seria destinado para Zezé Polessa, no entanto a atriz foi remanejada para o personagem da grande vilã, sendo substituída por Arlete. Em 2006, fez mais uma participação no seriado Sob Nova Direção no episódio "O Casal do Momento" e foi escalada para a novela Pé na Jaca, substituindo a atriz Nair Bello, que chegou a gravar algumas cenas, porém teve graves problemas de saúde e entrou em coma antes do início da trama. Na trama, deu vida à Gioconda, uma mulher que não hesita em contar suas mentiras e abusar das premonições que diz ter como médium. O ano de 2006 também marcou a volta da atriz aos cinemas após 31 anos afastada. Participou dos filmes de comédia Acredite, um Espírito Baixou em Mim e Irma Vap - O Retorno, além do filme infantil A Ilha do Terrível Rapaterra.
Em 2007, foi escalada para o elenco do humorístico Toma Lá Dá Cá, no papel de Copélia, que viria a se tornar um dos seus trabalhos de maior destaque na televisão. Inicialmente, havia sido escalada para outra personagem, a síndica que originalmente se chamaria Zara, porém Miguel Falebella (autor da série) achou que a atriz se enquadraria melhor como Copélia, passando o primeiro papel para Stella Miranda, que mudou de nome para Álvara. Sua personagem é uma mulher despachada e livre de qualquer tabu, que pelo seu comportamento pervertido e suas lembranças ninfomaníacas da juventude, horroriza aqueles que param para ouvir o que diz. O papel é bastante lembrado pelo público e constantemente relembrado na internet através dos memes criados a partir de suas falas. A série permaneceu no ar por três temporadas, chegando ao fim em dezembro de 2009. Entre as temporadas da série, Arlete atuou numa participação especial no filme A Casa da Mãe Joana (2008), dirigido por Hugo Carvana. Ao lado de Marília Pêra, Natália do Valle, Otávio Augusto, Neuza Borges e grande elenco, protagonizou a comédia Polaróides Urbanas no cinema, filme de Miguel Falabella adaptado do espetáculo teatral Como Encher um Biquíni Selvagem, de autoria do próprio Falabella. Por esse trabalho, foi indicada ao Prêmio Contigo! de Cinema Nacional de melhor atriz coadjuvante.

### 2010—19: Volta às novelas e recuperação do câncer
Após o término de Toma Lá, Dá Cá, em 2010, Arlete participou de episódios das séries S.O.S. Emergência e A Vida Alheia. Em 2011, retornou às telenovelas após uma ausência de cinco anos, interpretando a taxista Vilma Moreira Prado em Fina Estampa, em mais uma colaboração com Aguinaldo Silva. No ano de 2013, integrou o elenco do filme Até que a Sorte nos Separe 2.
Nos anos subsequentes, a atriz esteve envolvida em projetos de menor duração, fazendo participações em seriados como Louco por Elas (2013), A Grande Família (2013) e no reboot de Sai de Baixo (2013). Também realizou uma participação na novela teen Malhação Casa Cheia, entre dezembro de 2013 e fevereiro de 2014. Em 2014, esteve em cartaz com a peça O Que o Mordomo Viu, sendo posteriormente substituída por Marisa Orth devido à necessidade de remoção de um tumor. Arlete retornou para as últimas sessões da peça em 2015, após sua recuperação. Foi diagnosticada com câncer de mama no início de 2014, o que levou a uma redução de seus trabalhos para focar no tratamento da doença.
Em 2015, retornou às telenovelas interpretando a religiosa vilã cômica Consuelo Pimenta na novela Babilônia, escrita por Gilberto Braga. No mesmo ano, fez uma participação especial no episódio "Deu pra Esquecer?" do humorístico Tomara que Caia e trabalhou como dubladora no filme de animação Até que a Sbórnia nos Separe. Em 2016, teve uma participação especial no filme de comédia "Mulheres no Poder", interpretando a presidente da República.
Em 2018, formou par com Luis Gustavo na série  Brasil a Bordo, escrita por Miguel Falabella. Interpretaram Berna e Gonçalo, um casal de trambiqueiros que lidera a Piorá Linhas Aéreas, uma empresa envolvida em práticas ilegais. Enfrentaram desafios financeiros quando a instabilidade econômica do Brasil impactou negativamente a já fracassada empresa da família.
No mesmo ano, atuou na novela Segundo Sol, escrita por João Emanuel Carneiro, interpretando Naná, mãe do protagonista envolvida em um triângulo amoroso com José de Abreu e Francisco Cuoco. Também em 2018, participou do filme Crô em Família, interpretando Marinalva, a matriarca da família que tenta aplicar um golpe em Crô. Em 2019, protagonizou a série Eu, a Vó e a Boi, ao lado de Vera Holtz e Daniel Rangel. A série foi inspirada em uma sequência de tweets de Eduardo Hanzo, que contava as brigas entre sua avó e sua vizinha, apelidada pela avó de "boi". Na série, Arlete interpretou Turandot, a avó.

### 2020—presente: Primeira protagonista da carreira e trabalhos recentes
Em 2020, diante do surgimento da pandemia de COVID-19, Arlete participou de projetos gravados de maneira remota para prevenir o contágio. Ela esteve em dois episódios da série Diário de um Confinado, protagonizada por Bruno Mazzeo, no papel de Tia Rita. Além disso, interpretou Olga no episódio "Gilda e Lúcia" da série Amor e Sorte e no especial de fim de ano Gilda, Lúcia e o Bode, derivado da mesma série.
Em 2021, Arlete fez uma participação especial no quarto episódio da 4ª temporada da série dramática Sob Pressão, atuando ao lado de Ary Fontoura como Esmeralda, em um episódio que abordava o HIV entre os idosos. Também em 2021, Arlete estrelou o filme de comédia Amigas de Sorte, dirigido por Homero Olivetto, ao lado de Susana Vieira e Rosi Campos. No filme, elas interpretam um trio de amigas que decide viajar para o Uruguai para quebrar a rotina, encontrando-se em diversas confusões. Em 2022, Arlete participou da novela das seis Além da Ilusão, escrita por Alessandra Poggi, interpretando Santa, uma viúva que decide aproveitar a vida após herdar uma fortuna.
Em 2023, fez uma participação especial no último capítulo da novela Cara e Coragem, atuando como uma juíza que condena os vilões da trama. No mesmo ano, retornou aos cinemas estrelando o premiado drama Tia Virgínia, ao lado de Vera Holtz e Louise Cardoso, interpretando Vanda, irmã de Virgínia. Em dezembro do mesmo ano, Arlete atuou na comédia Minha Irmã e Eu, protagonizada por Ingrid Guimarães e Tatá Werneck. No filme, Arlete interpreta Márcia, a mãe das protagonistas, que desaparece durante sua festa de aniversário, levando as filhas a se reunirem após anos de distanciamento.
Em 2024, foi convidada para protagonizar a novela Família É Tudo!, escrita por Daniel Ortiz para o horário das 19h da TV Globo. Na trama, pela primeira vez em sua carreira, ela as interpreta gêmeas "Frida" e "Catarina", a antagonista e a protagonista da trama, respectivamente. O plot inicial acompanha as duas personagens que planejam celebrar seus aniversários em um cruzeiro na esperança de reunir a família. Após os netos recusarem o convite, a avó mais velha, Frida, tenta uma última vez com sua neta "Vênus" (Nathalia Dill). Frida embarca no cruzeiro com sua irmã e sobrinho, "Hans" (Raphael Logam). Durante a viagem, "Frida" desaparece em alto mar e é considerada morta. No testamento, ela determina que os netos só terão acesso à herança se conviverem juntos e trabalharem para restaurar o local que iniciou os negócios da família.

## Vida pessoal

### Relacionamentos
Em 1958 casou-se com o ator Lúcio Mauro. Com ele teve dois filhos, o ator Alexandre Barbalho e o cineasta Gilberto Salles. Já casada com Lúcio Mauro, ingressou na Companhia Barreto Júnior, onde estreou profissionalmente em espetáculos de comédia. Em 1963, o casal se mudou para o Rio de Janeiro, onde se concentrava as maiores produções artísticas do país, para desenvolver a carreira. O casamento chegou ao fim no final da década de 1970. Também nesse período, Arlete casou-se com o ator Tony Tornado. Em uma entrevista recente, Arlete relembrou que as pessoas usavam a narrativa de que ela se separou de Lúcio Mauro por conta de seu novo relacionamento como uma desculpa para o racismo direcionado a Tony Tornado. Ela afirmou que a diferença não era a cor da pele, mas sim o fato de que "essa mulher" (referindo-se a ela mesma) ter supostamente abandonado maridos e filhos para seguir uma paixão. Atualmente, ela tem dois netos, o ator Pedro Medina e Joana, ambos filhos de Alexandre.

### Saúde
Em janeiro de 2014, Arlete descobriu um nódulo maligno em um de seus seios e foi diagnosticada com câncer de mama. Ela passou por tratamento de quimioterapia e radioterapia, além de uma cirurgia, e se recuperou da doença em novembro do mesmo ano. Em 2022, revelou ter sido diagnosticada com herpes-zóster, doença crônica infecciosa causada pelo vírus da catapora. A atriz participou da série documental Dor, do Globoplay, contando sua experiência com a doença.

## Teatro
| Ano       | Título                                   | Personagem       |
| --------- | ---------------------------------------- | ---------------- |
| 1958      | A Cegonha se Diverte                     |                  |
| 1969      | Pai de Hippie Não Tem Vez                |                  |
| 1971      | O Camarada Mioussov                      |                  |
| 1973      | Greta Garbo, Quem Diria, Acabou no Irajá | Mary             |
| 1974      | Um Amor Hippie                           | Luciana          |
| 1976      | A Mulher Integral                        |                  |
| 1976      | A Feira do Adultério                     |                  |
| 1978      | Roda Cor de Rosa                         |                  |
| 1981      | Swing – A Troca de Casais                |                  |
| 1983      | La Ultima Noche                          |                  |
| 1985      | Felisberto Café                          |                  |
| 1990-1991 | A Partilha                               | Maria Lúcia      |
| 2000      | A Vida Passa                             | Maria Lúcia      |
| 2003      | Todo Mundo Sabe que Todo Mundo Sabe      | Evangelina       |
| 2003-2004 | Veneza                                   | Rita             |
| 2009-2010 | Hairspray                                | Velma Von Tussle |
| 2010-2011 | Amores, Perdas e meus Vestidos           |                  |
| 2012      | A Partilha                               | Maria Lúcia      |
| 2014-2015 | O Que o Mordomo Viu                      | Mirta            |

## Filmografia

### Televisão
| Ano     | Título                                   | Personagem                                   | Nota                                       |
| ------- | ---------------------------------------- | -------------------------------------------- | ------------------------------------------ |
| 1960    | Salve, Oh! Terra dos Altos Coqueiros     | Helena                                       | Especial de inauguração                    |
| 1960–63 | Grande Teatro TV                         | Várias personagens                           |                                            |
| 1960    | Noite de Black Tie                       | Apresentadora                                |                                            |
| 1964–66 | Grande Teatro Tupi                       | Várias personagens                           |                                            |
| 1965–67 | Chico Anysio Show                        | Várias personagens                           |                                            |
| 1965–66 | Maloca e Bonitão                         | Várias personagens                           |                                            |
| 1967    | I Love Lúcio                             | Apresentadora                                |                                            |
| 1967–69 | Oh, Que Delícia de Show                  | Vários personagens                           |                                            |
| 1967    | Sangue e Areia                           | Mercedes                                     |                                            |
| 1968    | A Gata de Vison                          | Gladys                                       | Episódio: "6 de janeiro"                   |
| 1969    | A Ponte dos Suspiros                     | Impéria                                      |                                            |
| 1969    | Verão Vermelho                           | Selma                                        |                                            |
| 1970    | Assim na Terra como no Céu               | Jurema de Alencar (Leontina)                 |                                            |
| 1971    | O Homem Que Deve Morrer                  | Lia Sanches                                  |                                            |
| 1972    | Selva de Pedra                           | Laura Vilhena                                |                                            |
| 1972    | Caso Especial                            | Vanda                                        | Episódio: "A Dama das Camélias"            |
| 1973    | Cavalo de Aço                            | Helenita (Lenita)                            |                                            |
| 1974    | O Rebu                                   | Lídia Braga Vidigal                          |                                            |
| 1975    | Bravo!                                   | Miriam Serpa (Mimi)                          |                                            |
| 1976    | O Casarão                                | Maria Helena                                 |                                            |
| 1976    | Duas Vidas                               | Naná                                         |                                            |
| 1977    | Sem Lenço, sem Documento                 | Maria das Dores (Dorzinha)                   |                                            |
| 1978    | A Sucessora                              | Germana Steen                                |                                            |
| 1979    | Cabocla                                  | Pepa Junqueira Caldas (Pepa, la Sevillana)   |                                            |
| 1980    | Água Viva                                | Celeste Lima                                 |                                            |
| 1981    | Baila Comigo                             | Dolores Moreira                              |                                            |
| 1981    | Jogo da Vida                             | Isaura                                       |                                            |
| 1983    | Louco Amor                               | Isadora (Isa)                                |                                            |
| 1984    | Amor com Amor Se Paga                    | Sílvia                                       |                                            |
| 1985    | Corpo a Corpo                            | Suzana                                       | Episódio "10 de março''                    |
| 1985    | A Gata Comeu                             | Ela mesma                                    | Participação especial                      |
| 1986    | Memórias de um Gigolô                    | Ester                                        |                                            |
| 1986    | Dona Beija                               | Genoveva Felizardo                           |                                            |
| 1987    | O Outro                                  | Vilma da Abolição                            |                                            |
| 1989    | Tieta                                    | Carmosina da Conceição (Carmô)               |                                            |
| 1990    | Lua Cheia de Amor                        | Maria Quitéria Jordão da Silva (Kika Jordão) |                                            |
| 1992    | Pedra sobre Pedra                        | Umbelina Queiroz (Delegada Francisquinha)    |                                            |
| 1993    | Fera Ferida                              | Margarida Pestana Weber                      |                                            |
| 1995    | Engraçadinha: Seus Amores e Seus Pecados | Araci                                        |                                            |
| 1995    | Cara & Coroa                             | Cacilda Montez                               |                                            |
| 1996    | Salsa e Merengue                         | Anabel Muñoz                                 |                                            |
| 1998    | Hilda Furacão                            | Madame Janete                                |                                            |
| 1998    | Meu Bem Querer                           | Tonha da Pamonha                             |                                            |
| 1998    | Sai de Baixo                             | Gigi Marcondes                               | Episódio: "Baixaria na Alta Costura"       |
| 1999    | Você Decide                              | Madame Sussu                                 | Episódio: "Madame Sussu"                   |
| 1999    | Terra Nostra                             | Irmã Tereza                                  | Episódio: "26 de outubro"                  |
| 2000    | Sai de Baixo                             | Margot Fontana                               | Episódio: "Vestida Pra Rebolar"            |
| 2001    | Porto dos Milagres                       | Augusta Eugênia Proença de Assumpção         |                                            |
| 2001    | Os Normais                               | Nanci                                        | Episódio: "Seguir a Tradição é Normal"     |
| 2002    | Sabor da Paixão                          | Zenilda Paixão                               |                                            |
| 2003    | Sítio do Picapau Amarelo                 | Hermengarda                                  | Episódio: "Rapunzel"                       |
| 2004    | A Diarista                               | Nereide Fontinhas                            | Episódio: "Emergente como a Gente"         |
| 2004    | Sob Nova Direção                         | Dona Leda                                    | Episódio: "Disque Belinha"                 |
| 2005    | América                                  | Rita                                         | Episódio: "14 de março"                    |
| 2005    | A Lua Me Disse                           | Ademilde Goldoni                             |                                            |
| 2006    | Sob Nova Direção                         | Dona Leda                                    | Episódio: "O Casal do Momento"             |
| 2006    | Pé na Jaca                               | Gioconda Tamburello                          |                                            |
| 2007–09 | Toma Lá, Dá Cá                           | Copélia Rocha (Pepé)                         |                                            |
| 2010    | S.O.S. Emergência                        | Madame Zaira                                 | Episódio: "Um Caso Cabeludo"               |
| 2010    | A Vida Alheia                            | Vanusa Lessa                                 | Episódio: "Amor de Mãe"                    |
| 2011    | Fina Estampa                             | Vilma Moreira Prado                          |                                            |
| 2013    | Louco por Elas                           | Estela                                       | Episódio: "Mãe de Giovana vem da Itália"   |
| 2013    | A Grande Família                         | Leandra                                      | Episódio: "Bebel e Sua Moto"               |
| 2013    | Sai de Baixo                             | Raimunda                                     | Episódio: "O Garoto do Adeus"              |
| 2013–14 | Malhação Casa Cheia                      | Elvira de Souza                              | Episódios: "6 de dezembro–24 de fevereiro" |
| 2015    | Babilônia                                | Consuelo Pimenta                             |                                            |
| 2015    | Tomara que Caia                          | Olga                                         | Episódio: "Deu pra Esquecer?"              |
| 2017    | Os Trapalhões                            | Super Mamãe                                  | Episódio: "8 de outubro"                   |
| 2017    | Brasil a Bordo                           | Berna Cavalcanti                             |                                            |
| 2018    | Segundo Sol                              | Nazira Yunes Falcão (Naná)                   |                                            |
| 2019    | Eu, a Vó e a Boi                         | Turandot Gazebo                              |                                            |
| 2020    | Diário de Um Confinado                   | Tia Rita                                     | Episódio: "Chef" Episódio: "Desconfinado"  |
| 2020    | Amor e Sorte                             | Olga                                         | Episódio: "Lúcia e Gilda"                  |
| 2020    | Gilda, Lúcia e o Bode                    | Olga                                         | Especial de fim de ano                     |
| 2021    | Sob Pressão                              | Esmeralda                                    | 4ª. Temporada Episódio: "4"                |
| 2022    | Além da Ilusão                           | Santa Figueiredo                             |                                            |
| 2023    | Cara e Coragem                           | Juíza Hercília Delgado                       | Episódio: "13 de janeiro"                  |
| 2024    | Família é Tudo                           | Frida Mancini                                |                                            |
| 2024    | Família é Tudo                           | Catarina Mancini Galindo                     |                                            |
| 2025    | Falas Femininas                          | Cleide                                       | Especial do Dia Internacional da Mulher    |
| 2025    | Coisa de Novela                          | Ela mesma                                    | Especial 60 anos da Globo                  |
| 2025    | Três Graças                              | Josefa Melo Dantas                           |                                            |

### Cinema
| Ano  | Título                              | Personagem                   |
| ---- | ----------------------------------- | ---------------------------- |
| 1963 | Terra sem Deus                      | Zilda                        |
| 1972 | O Grande Gozador                    |                              |
| 1974 | O Sexo das Bonecas                  | Gracinha                     |
| 1974 | A Cartomante                        |                              |
| 1975 | A Extorsão                          | Kátia                        |
| 2006 | Acredite, um Espírito Baixou em Mim | Yolanda                      |
| 2006 | Irma Vap - O Retorno                | Vanda                        |
| 2006 | A Ilha do Terrível Rapaterra        | Dona Tude                    |
| 2008 | A Casa da Mãe Joana                 | Cliente                      |
| 2008 | Polaróides Urbanas                  | Lise Delamare                |
| 2013 | Até que a Sorte nos Separe 2        | Estela Bastos Mendes da Cruz |
| 2014 | Até que a Sbórnia nos Separe        | Alba Delacroix (voz)         |
| 2016 | Mulheres no Poder                   | Presidenta                   |
| 2018 | Crô em Família                      | Marinalva                    |
| 2021 | Amigas de Sorte                     | Nina                         |
| 2023 | Tia Virgínia                        | Vanda                        |
| 2023 | Minha Irmã e Eu                     | Dona Márcia                  |
| 2024 | Dona Lurdes - O Filme               | Zuleide                      |
| 2025 | Coisa de Novela                     | Ela mesma                    |

## Prêmios e indicações
| Ano  | Associações                            | Categoria                                       | Nomeações          | Resultado | Ref.   |
| ---- | -------------------------------------- | ----------------------------------------------- | ------------------ | --------- | ------ |
| 1997 | Prêmio APCA de Televisão               | Melhor Atriz — Televisão                        | Salsa e Merengue   | Venceu    | [ 83 ] |
| 2001 | Prêmio Qualidade Brasil - RJ           | Televisão: Melhor Atriz de Telenovela           | Porto dos Milagres | Venceu    |        |
| 2001 | Prêmio Qualidade Brasil - SP           | Televisão: Melhor Atriz de Telenovela           | Porto dos Milagres | Venceu    |        |
| 2001 | Prêmio TV Press                        | Melhor Atriz Coadjuvante                        | Porto dos Milagres | Venceu    |        |
| 2002 | Prêmio Contigo! de TV                  | Melhor Atriz Cômica                             | Porto dos Milagres | Indicado  | [ 41 ] |
| 2003 | Prêmio Contigo! de TV                  | Melhor Vilã                                     | Sabor da Paixão    | Indicado  | [ 84 ] |
| 2006 | Prêmio Qualidade Brasil                | Teatro: Melhor Atriz Peça de Comédia            | Acorda Brasil      | Indicado  | [ 85 ] |
| 2008 | Prêmio Contigo! de Cinema Nacional     | Melhor Atriz Coadjuvante                        | Polaróides Urbanas | Indicado  | [ 49 ] |
| 2008 | Prêmio Qualidade Brasil                | Televisão: Melhor Atriz de Programa Humorístico | Toma Lá, Dá Cá     | Indicado  | [ 86 ] |
| 2009 | Prêmio Contigo! de TV                  | Melhor Atriz Cômica                             | Toma Lá, Dá Cá     | Indicado  | [ 87 ] |
| 2018 | Festival de Cinema Nacional de Carpina | Melhor Atriz                                    | O Crime da Cabra   | Venceu    | [ 88 ] |
| 2018 | Troféu Mário Lago                      | Homenagem Especial (Conjunto da Obra)           | —                  | Venceu    | [ 89 ] |
| 2019 | Prêmio CinEuphoria de Cinema           | Homenagem Especial (Conjunto da Obra)           | —                  | Venceu    |        |
| 2024 | Festival Sesc Melhores Filmes          | Melhor Atriz Nacional                           | Tia Virgínia       | Indicado  | [ 90 ] |
| 2024 | Prêmio Grande Otelo                    | Melhor Atriz Coadjuvante de Filme               | Tia Virgínia       | Venceu    | [ 91 ] |
| 2024 | Prêmio Notícias de TV.com              | Melhor Atriz Antagonista ou Vilã                | Família É Tudo     | Indicada  | [ 92 ] |